# Walckenaeria faceta
Walckenaeria faceta is een spinnensoort uit de familie hangmatspinnen (Linyphiidae). De soort komt voor in Mexico.